# Mister X
Mister X – białoruski street-punkowy zespół muzyczny, założony w Grodnie w 2003 przez Igora Bancera i Borisa z Oi! Bombers.

## Charakterystyka
Muzycy grupy identyfikują się ze sceną antyrasistowską. Są znani na undergroundowej scenie punkowej w Polsce, gdzie nazywani byli „najbardziej znanym białoruskim zespołem punk rockowym” i „okrętem flagowym białoruskiego street punka”. Często koncertują także w innych częściach Europy Wschodniej (między innymi w Rosji, Łotwie i Litwie), grali także w Europie Zachodniej. Chociaż większość ich utworów jest w języku rosyjskim, śpiewają po polsku, białorusku i  angielsku – prawie wszystkie ich albumy wydane cyfrowo są opatrzone adnotacjami w języku rosyjskim, polskim i angielskim. Frontman i założyciel grupy Igor Bantser jest polskiego pochodzenia. Mister X szczyci się tym, że jest pierwszym zespołem nurtu Oi! na Białorusi. 
Jako zespół muzycy twierdzą, że są apolityczni, a teksty ich piosenek mają generalnie dość subkulturowy charakter – mówią o dobrej zabawie, byciu uczciwym i życiu zgodnie z własnymi ideałami – ale wszyscy członkowie są związani z ruchem antyfaszystowskim, a niektórzy z nich biorą udział w czasie wolnym w różnych inicjatywach sportowych lub anarchistycznych.
Muzycy z zespołu do swoich inspiracji zaliczają: The Analogs (których piosenki nagrywali w przeszłości), The Business, Oxymoron, The Oppressed, Cock Sparrer, Last Resort i inne.

## Dyskografia
- Punx & Skins Unite & Win (Demo EP) (2005)
- A.C.A.B. (2007)
- Unreleased (2010)
- Anti... Anti... Anti... (2011)
- Не отступай никогда (Never give up / Nie poddawaj się nigdy) (2011)
- ...какими мы стали (Who did we become / Jakimi się staliśmy) (2013)
- До самого конца (Till the end / Do samego końca) (2016)
- What We Feel / Mister X – All Against All – Split (2018)